# La Cage aux rossignols
La Cage aux rossignols és una pel·lícula francesa del 1945 dirigida per Jean Dréville. Estigué nominada a l'Oscar a la millor història. El 2004 se'n feu un remake, Les Choristes, de Christophe Barratier.

## Argument
Clement Mathieu busca publicar la seva novel·la, sense èxit. Amb l'ajut d'un amic que és periodista, la seva història sobre la gàbia dels rossinyols es publica subreptíciament en un periòdic.

## Repartiment
- Noël-Noël
- Micheline Francey
- Georges Biscot
- René Génin
- René Blancard
- Marguerite Ducouret
- Marcelle Praince
- Marthe Mellot
- Georges Paulais
- André Nicolle
- Richard Francoeur
- Jean Morel
- Roger Vincent
- Michel François
- Roger Krebs

## Premis i nominacions
Nominacions
- 1948: Oscar a la millor història per Georges Chaperot i René Wheeler